# Crusader (Marvel Comics)
Pour les articles homonymes, voir Crusader.
Crusader (le chevalier croisé en français) est le nom de plusieurs personnages apparaissant dans les comic books publiés par Marvel Comics. Deux ont fait des apparitions significatives tandis que les autres sont des personnages secondaires.
Le premier Crusader (Arthur Blackwood) est apparu pour la première fois dans Thor no 330 (avril 1983) et a été créé par le scénariste Alan Zelenetz et le dessinateur Bob Hall.
Le second, Z'Reg, est un super-héros Skrull qui est apparu pour la première fois dans Marvel Team-Up vol. 3 no 23 (août 2006) et a été créé par Robert Kirkman et Andy Kuhn.

## Biographie fictive

### Z'Reg
C'est un skrull chargé d'espionner les terriens et qui a décidé de devenir un super-héros.
Il est associé à l'Anneau de la liberté, son voisin de palier. Après la mort de ce dernier il récupère l'anneau provenant du cube cosmique.
Il aida bien les Vengeurs en parvenant à neutraliser le skrull Titannus.
Pendant l'invasion des skrulls il prend parti pour les humains et les super-héros de la Terre mais ne dévoile pas son identité de skrull aux humains et grâce à l'anneau il arrive à la dissimuler.